# Tokio Hotel
Tokio Hotel är ett electro-pop/rockband från Magdeburg i Tyskland. De fick sitt genombrott i hemlandet 2005 med låten Durch den Monsun (Monsoon på engelska). Bandet har släppt sju album och har sålt över 38 miljoner skivor. Det senaste albumet Dream Machine gavs ut den 3 mars 2017.

## Biografi
Tokio Hotel bildades år 2001 och hette då Devilish, men bytte 2004 namn till Tokio Hotel. Gruppen består av Bill Kaulitz (sång), Tom Kaulitz (gitarr), Georg Listing (bas) och Gustav Schäfer (trummor). Namnet syftar på att bandet ofta bor på hotell och att de tycker om moderna storstäder såsom Tokyo ("Tokio" är den tyska stavningen av Tokyo). Den 16 augusti 2005 släpptes deras första singel Durch den Monsun i hemlandet; inom loppet av två veckor nådde den topplistorna i Tyskland och andra stora delar av Europa. Samma månad släpptes debutalbumet Schrei. I november samma år vann de sina första musikpris i den tyska galan Comet Awards, där de vann utmärkelserna "Best newcomer"  och "Supercomet".
Under 2006 förändrades sångaren Bill Kaulitz röst, vilket ledde till att bandet spelade in singlarna Der letzte Tag, Rette mich och Schrei på nytt. Under året vann de flera musikpris på tyska, ungerska och franska musikevenemang. I februari 2007 släppte de ett nytt studioalbum med titeln Zimmer 483 som innehöll singlarna Ubers ender der welt, Spring nicht och an Deiner seite. I samband med skivsläpptet åkte bandet på en Europaturné betitlad Zimmer 483 Live in Europe. Konserten i Oberhausen spelades in och gavs ut som live-cd och live-dvd. I juni samma år släpptes bandets första engelskspråkiga album Scream, med översatta låtar från såväl Schrei som Zimmer 483. I Tyskland heter albumet Room 483 för att deras tyska fans inte skulle blanda ihop det med Schrei. Det engelskspråka albumet ledde till att Tokio Hotel blev nominerade till MTV Europe Music Awards 2007 och vann priset "Inter act". Vid VMA 2008 fick Tokio Hotel utmärkelsen "Best New Artist".
16 oktober 2008 var Tokio Hotel med på MTVLA Awards i Guadalajara. De framförde ett playback-framträdande av en förkortad version av Monsoon och sedan refrängen i Ready Set Go. Tokio Hotel vann alla fyra kategorier de var nominerade i. Den 6 november 2008 vann de nästa utmärkelse på Europe Music Awards i Liverpool i kategorin Headliner, med motståndare som Metallica och Linkin Park. I mitten på september 2009 släpptes en ny singel, Automatic/Automatisch, med ett starkare electropop-sound än tidigare verk. Samma år släpptes även det nya studioalbumet Humanoid. Tokio Hotel fick priset "Best Group" på MTV Europe Music Awards 2009; tillställningen hölls i Berlin och bandet framförde låten World Behind My Wall. De höll en konserten i Milano den 12 april 2010 som spelades in, och materialet blev en ny live-DVD som släpptes den 24 juni. Även det året blev de nominerade i MTV Europe Music Awards, där de vann titeln "Best worldstage performance". Den 7 december samma år släpptes låten Hurricanes And Suns på Youtube, och tre dagar senare släpptes en samlingsskiva med titeln "Best of", som utöver bandets största hits även innehöll låten Mädchen aus dem Allsom; det var den första låten bandet spelade in men hade tidigare inte getts ut. I november 2013 vann de pris för "Biggest Fans" på MTV EMA, där de andra nominerade var Justin Bieber, Lady Gaga, One Direction och Thirty Seconds to Mars. Den 3 oktober 2014 släppte Tokio Hotel sitt 6:e album Kings of Suburbia. Redan första dagen på marknaden toppade albumet iTunes topplista i 30 länder, och låg bland topp 5 i 17 andra länder. Den 28 december 2014 nominerades bandet till Music Daily Awards och vann alla kategorier som de var nominerade i: "Best Band", "Best Fanarmy", "Best Album" och "Best Music Video" för Love Who Loves You Back. De två singlarna Something New och What If gavs ut i december 2016, följt av studioalbumet Dream Machine som släpptes den 3 mars 2017. Skivsläppet följdes av en Europaturné, där Sverigekonsterten hölls den 6 april 2017 i Fryshuset. Bandet återvände till samma arena den 10 juni 2019 under sin turné Melancholic Paradise Tour.

## Medlemmar
- Bill Kaulitz, född 1 september 1989 (Sång).
- Tom Kaulitz, född 1 september 1989 (Gitarr/Bakgrundssång/Piano)
- Gustav Schäfer, född 8 september 1988 (Trummor/Bakgrundssång)
- Georg Listing, född 31 mars 1987 (Bas/Bakgrundssång/Piano)

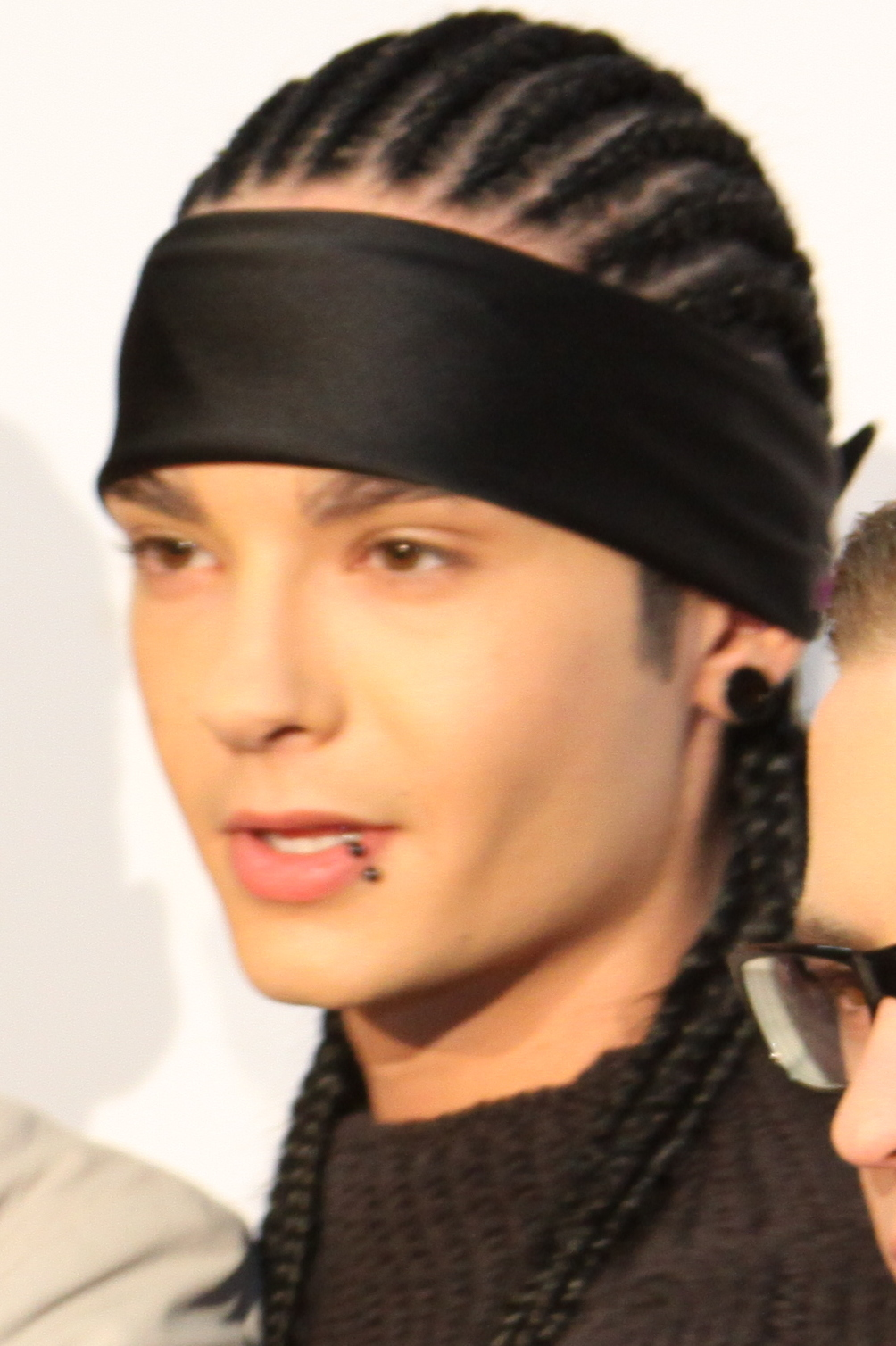
Tom Kaulitz
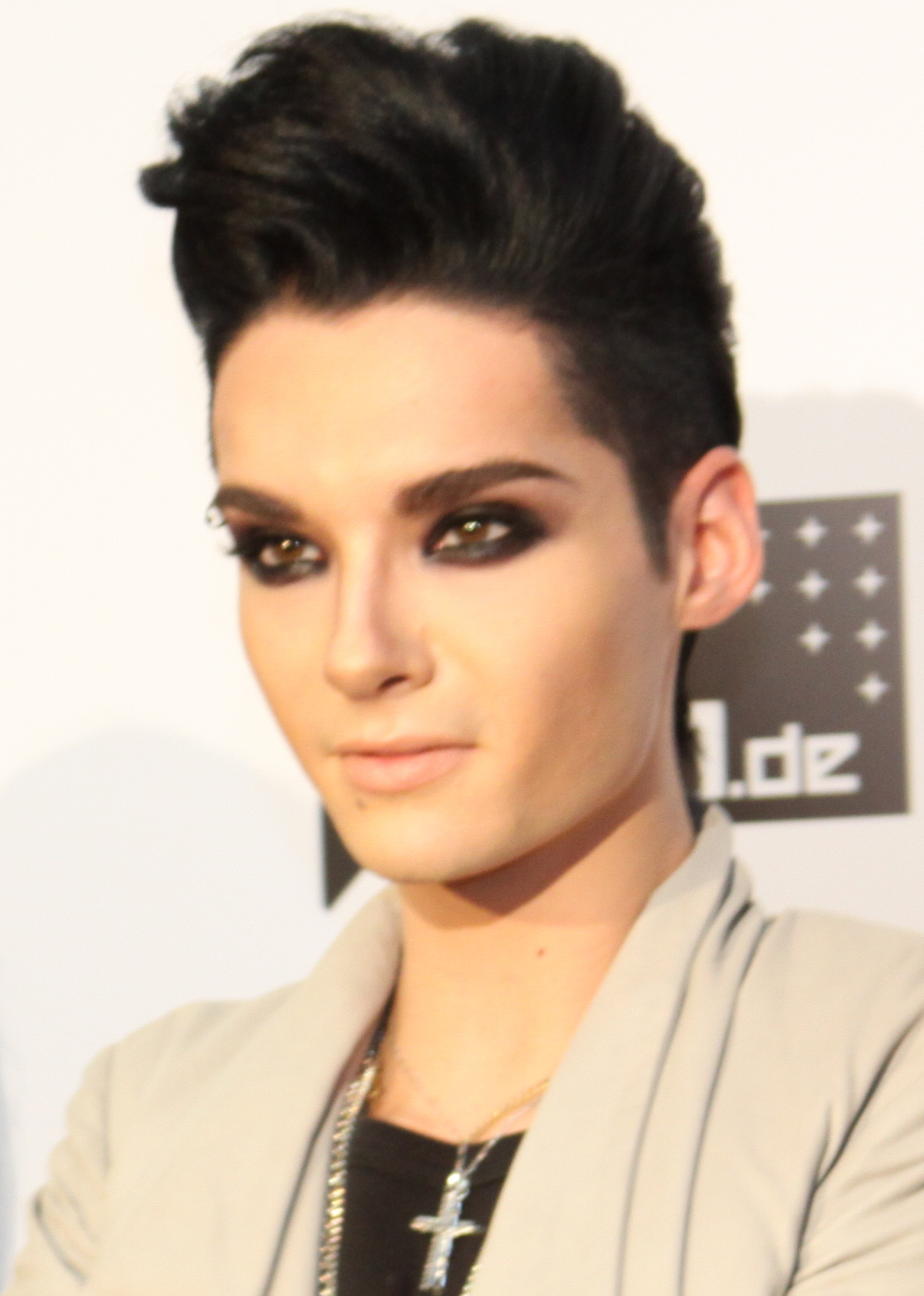
Bill Kaulitz
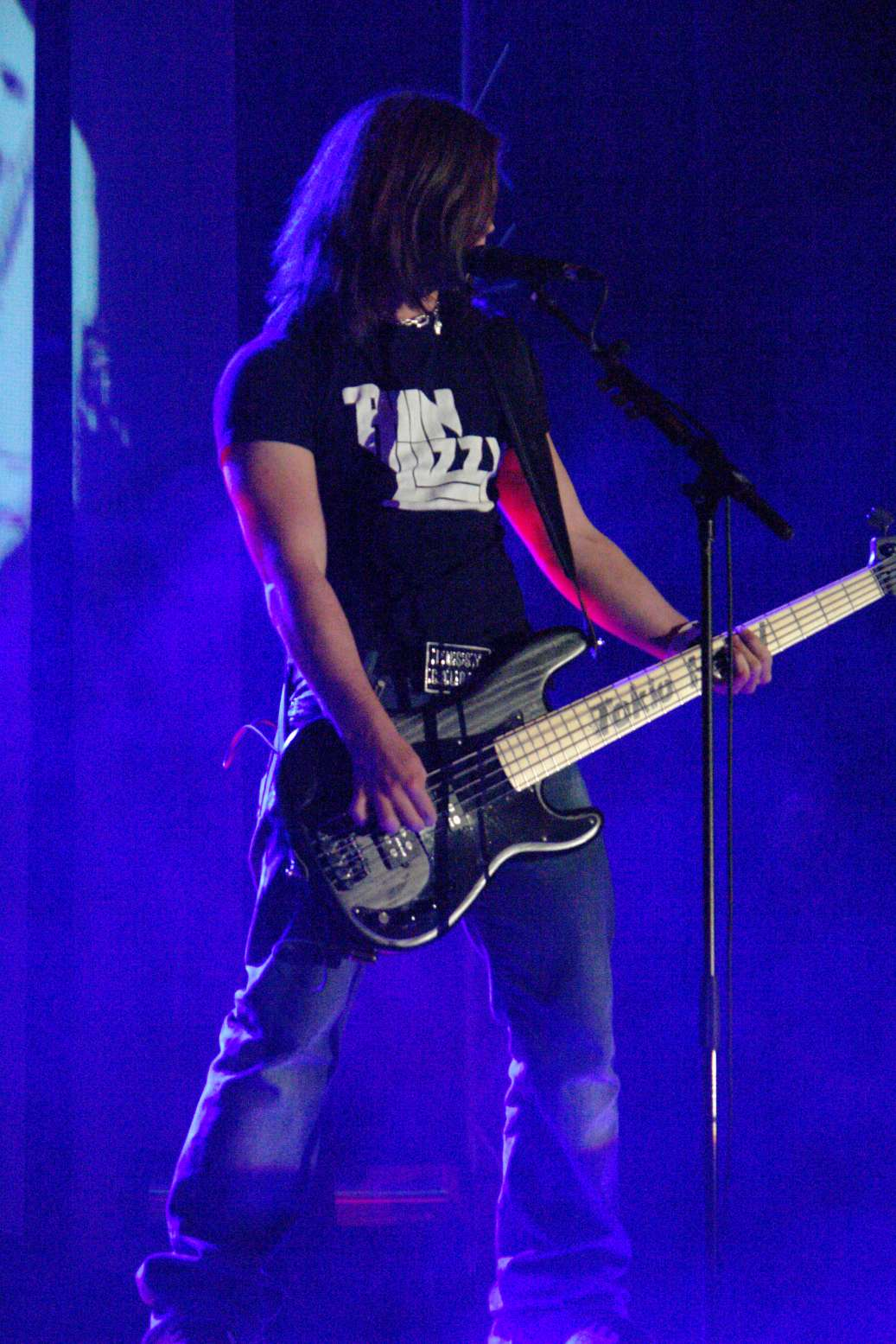
Georg Listing
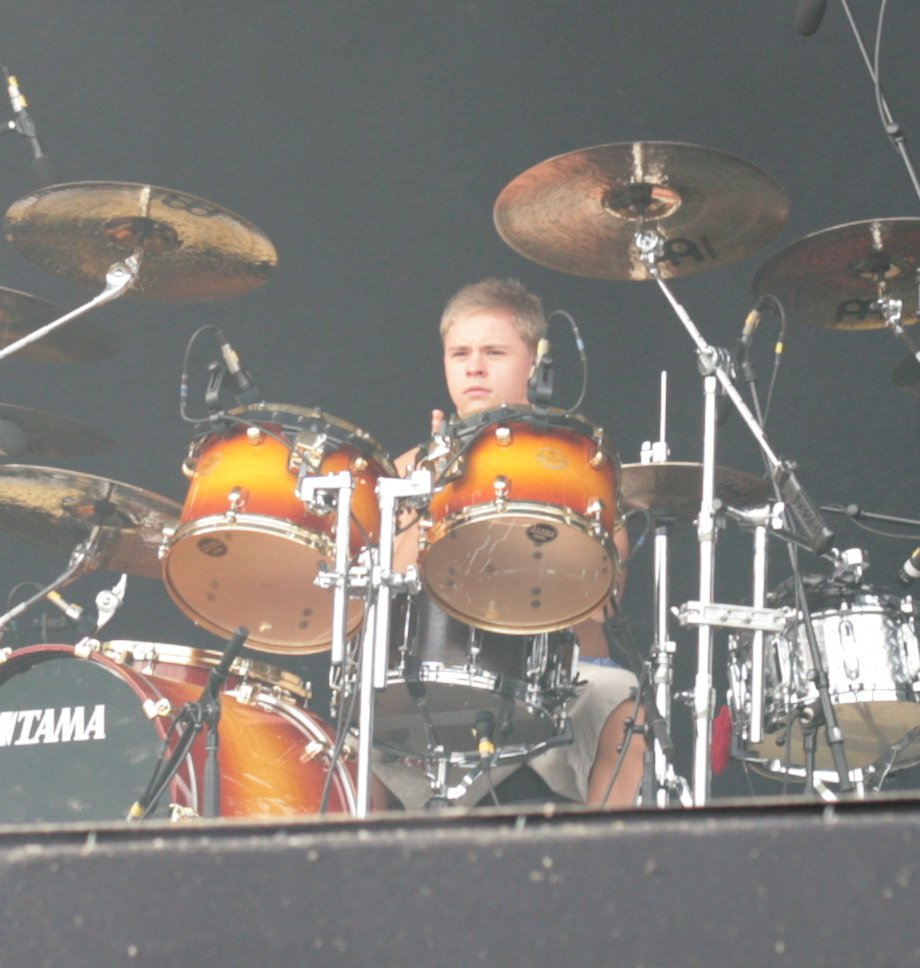
Gustav Schäfer

## Diskografi

### Musikalbum
- 2005 – Schrei
- 2006 – Schrei – so laut du kannst (återutgåva med en nyinspelad version av Rette Mich och tilläggslåtarna Beichte, Schwarz, och Thema #1)
- 2007 – Zimmer 483
- 2007 – Scream
- 2007 - Room 483 (exakt samma som Scream, men säljs under detta namn i Tyskland för att undvika att fansen blandar ihop detta album med Schrei)
- 2007 - Zimmer 483 Live in Europe (specialutgåva med live-låtar ifrån Zimmer 483 - Live In Europe)
- 2008 - Scream (specialutgåva i USA innehållande extramaterial och låtar som inte finns på europeiska Scream)
- 2009 - Humanoid (gavs ut i två versioner, en tysk och en engelsk)
- 2010 - Humanoid City Live (material från konserten i Milano 2010)
- 2010 - Best of (Samlingsskiva, gavs ut i tre versioner: en tysk, en engelsk och en deluxe med båda versionerna och en dvd)
- 2014 - Kings of Suburbia
- 2017 - Dream Machine

### Singlar
- 2005 – "Durch den Monsun"
- 2005 – "Schrei"
- 2006 – "Rette Mich"
- 2006 – "Der Letzte Tag"
- 2007 – "Übers Ende der Welt"
- 2007 – "Spring Nicht"
- 2007 – "Monsoon"
- 2007 - "Ready, Set, Go!"
- 2007 - "An Deiner Seite"
- 2008 - "Don't Jump"
- 2009 - "Automatic" / "Automatisch"
- 2009 - "World Behind My Wall" / "Lass Uns Laufen"
- 2010 - "Dark side of the sun"
- 2010 - "Hurricanes and Suns"
- 2014 - "Run, Run, Run"
- 2014 - "Love Who Loves You Back"
- 2015 - "Feel It All"
- 2016 - "Something New"
- 2016 - "What If"
- 2017 - "Boy Don't Cry"
- 2017 - "Easy"
- 2019 - "Melancholic Paradise"
- 2019 - "When It Rains It Pours"
- 2019 - "Chateau"
- 2019 - "Chateau - (Remixes)"
- 2020 - "Durch den Monsun 2020"
- 2020 - "Monsoon 2020"
- 2020 - "Berlin (feat. VVAVES)"
- 2020 - "Berlin (feat. VVAVES) [Live @ Windkanal]"
- 2021 - "White Lies"
- 2021 - "Behind Blue Eyes"
- 2021 - "SORRY NOT SORRY"
- 2021 - "Here Comes The Night"
- 2022 - "Bad Love"
- 2022 - "HIM"
- 2022 - "When We Were Younger"
- 2022 - "Happy People (feat. Daði Freyr)"

### DVD
- 2005 – Leb die Sekunde: Behind the Scenes
- 2006 – Schrei Live
- 2007 - Zimmer 483 - Live In Europe
- 2008 - Tokio Hotel TV: Caught on camera
- 2010 - Tokio Hotel: Humanoid City Live